# Jason Marsalis
Jason Marsalis (* 4. března 1977) je americký jazzový bubeník. Pochází z hudební rodiny; jeho otcem je klavírista Ellis Marsalis a tři z jeho bratrů jsou rovněž hudebníci, trumpetista Wynton Marsalis, saxofonista Branford Marsalis a pozounista Delfeayo Marsalis. Studoval hru na perkuse na universitě Loyola University New Orleans. Roku 1998 spolu s trumpetistou Irvinem Mayfieldem a perkusionistou Billem Summersem založil soubor Los Hombres Calientes. Přestože jeho primárním nástrojem jsou bicí, v roce 2009 vydal album Music Update, na kterém hrál na vibrafon. Během své kariéry spolupracoval s řadou dalších hudebníků, mezi které patří například Bruce Hornsby, Stephen Riley, Béla Fleck, Craig Handy nebo Michael White.

## Diskografie
- Year of the Drummer (1998)
- Music in Motion (2000)
- Music Update (2009)
- In a World of Mallets (2013)